# Simbol (književnost)
Simbol je znamenje, podoba, stvar, ki kaže na nek višji smisel; poleg svojega osnovnega pomena, ki ga takoj prepoznamo, ima tudi še drugačen, višji pomen.
Simbol je sestavni del vsebine, ne pa tudi zunanje forme in v tej zunanjega stila, kot se da trditi za metaforo. Simbol je torej oznaka za posebno tvorbo ali razmerje, ki se pojavlja znotraj vsebine, to pa v tesni zvezi z motivom in temo.
Zelo znana novela, ki vsebuje veliko simbolov je Gosenica, ki jo je napisal Ciril Kosmač. V njej je opisoval svoje življenje v zaporu. V tej noveli tako bel konj na zelenem travniku ni samo bel konj na zelenem travniku, ampak je tudi podoba svobode.